# El magistrado inglés
El magistrado inglés (The Irish R.M.) es el título de una serie de libros de los novelistas Somerville y Ross, así como el nombre de una comedia televisiva basada en los mismos y protagonizada por Peter Bowles. Ambientadas alrededor de 1895 en Irlanda, muestran aspectos de la vida cotidiana de lo que sería el equivalente a un juez de paz en España.

## Libros originales
La serie televisiva está basada en las historias:
- Algunas experiencias de un magistrado irlandés (Longmans, Verde & Co., Londres, 1899).
- Experiencias más lejanas de un magistrado irlandés (Longmans Verde & Co., Londres, 1908).
- En el país del señor Knox (Longmans Verde & Co., Londres, 1915).

Estos tres libros están libres de copyright y pueden ser encontrados en Internet Archive. Las historias cuentan la vida de un irlandés exagente de Ejército británico que es magistrado residente (resident magistrate, R.M.) y acaba de ser destinado a un pueblecito irlandés, cuando el país todavía formaba parte del Reino Unido, y antes de la creación de la República de Irlanda.

## La adaptación de televisión

### Personajes protagonistas
- Sinclair Yeates (Peter Bowles): un comandante retirado llega a una pequeña localidad del este de Irlanda donde se encontrará con unos pintorescos vecinos. Las riñas entre ellos deberán ser solucionadas o arbitradas por él.
- Flurry Knox (Bryan Murray): un pícaro que a veces colabora con Sinclair y otras le hace la vida imposible. Siempre está metido en negocios poco claros.
- Lady Knox (Faith Brook): la primera dama del condado, tiene un carácter muy fuerte y siempre quiere imponer su voluntad.

### Lista de episodios
Serie 1
1. Tío McCarthy
(1897) Sinclair Yeates llega al pueblo.
2. Trinket Colt
La excéntrica Sra. Knox erróneamente cree que Yeates robó su yegua.
3. Misdeal
Yeates y Philippa visitan una feria caballar en búsqueda de un animal adecuado.
4. La barca
Yeates y su primo Basil son detenidos en una redada policial en el Brickleys'.
5. Licencias ocasionales
Problemas con las ventas de cerveza en los días de fiesta.
6. Oh Amor! Oh Fuego!
Sally y Flurry dan una sorpresa al magistrado.
Serie 2
1. ¡Un caballo! ¡Un caballo!
Flurry vuelve a sus chanchullos tras regresar de su luna de miel en París. 
2. El Doctor de Ambulatorio
La tensión entre los Foley y los Callaghans continúa aumentando. En vísperas de la competición de la carrera anual, los Callaghans acusan a los Foley de pesca furtiva.
3. Isla santa
Cuando un carguero lleno de ron naufraga en las playas cercanas a Skebawn, los vecinos lo toman como una señal para coger los barriles y emborracharse.
4. Oweneen 

La Navidad se presenta dura para Yeates cuando Philippa choca mientras conducía. Al descubrirse que una de las personas que hirió en el accidente es un salvaje montañés, la familia se aterra.
5. Una orden real
El Maharajah y su equipo de polo visitan Skebawn y aceptan un "reto" amistoso de Flurry. Para asegurar  la victoria, Flurry vende un caballo que parece dócil pero que durante el partido se vuelve loco y lo destroza todo.
6. Martin Gato
Flurry y Sally van a perder su hogar, ya que el dueño del castillo lo quiere alquilar. Ahora tienen muy poco tiempo para detener el desahucio.
Serie 3
1. La musa en Skebawn
Simon Smiley trae las primeras películas al pueblo.
2. Apolo Riggs
La casa de Yeates sufre reformas chapuceras.
3. El amigo de su juventud
Todo el mundo, incluyendo un perro, odia a Julian.
4. En el campo
Yeates va de caza con su nuevo automóvil y todo es un desastre.
5. Lisheen 

Un oficial de Dublín inspecciona a Yeates.
6. El diablo sabe
La oferta de un amigo que es magistrado residente en una ubicación más civilizada tienta a Yeates.

### Adaptación televisiva
Fue filmada en Irlanda en ubicaciones de Kildare y Wicklow con ubicaciones adicionales en el del oeste de Irlanda es una coproducción entre Ulster Televisión y Radio Telefís Éireann. Fue emitida en Canal 4 y S4C en el Reino Unido, RTÉ Uno en la República de Irlanda y Radio Televisión Española en España. Al igual que los libros, la serie de televisión gira alrededor unos cuantos personajes centrales.
Morristown Lattin, la casa que se utilizó como el castillo Aussolas (donde vive la señora Knox) fue dañado por un incendio tras el rodaje, desde entonces ha sido reparado .
La casa usada como vivienda del magistrado estaba en Rathcoole, Co. Dublín. pero ya no existe.
Furness House, cerca de Naas, fue también usada para el rodaje de la serie.
Para la segunda y tercera temporada, muchos lugares de Skebawn estuvieron filmados en Robertstown.
En la adaptación televisiva, Yeates es retratado como un inglés, y mucho del humor de la primera temporada deriva de su obligada adaptación a la vida de la Irlanda rural. Está ambientada en 1897, poco después de la muerte de Edward VII.
El magistrado RM tiene que tratar toda  clase de problemas diarios con personajes de lo más pintoresco, a menudo siendo víctima de las maquinaciones de su amigo irlandés, Flurry Knox (Bryan Murray). 
Al ser una comedia costumbrista, las referencias políticas son pocas pero no están completamente ausentes y son introducidas de una manera sutil.
Por ejemplo, las visitas de los funcionarios del Castillo de Dublín que inspeccionan la administración de justicia. Un elemento de la serie implica los esfuerzos de Flurry y Yeates para librarse cuanto antes de estas visitas.

## Lanzamiento en DVD
La serie está disponible en DVD en el Reino Unido, distribuida por Acorn Media. El DVD también incluye un documental de televisión sobre la filmación de la primera serie. Hay dos presentaciones de diapositivas, una de perfiles de los actores y la otra con un muestrario de recetas de la señora Cadogan (ISBN 0091581915).